# Vanessa Guide

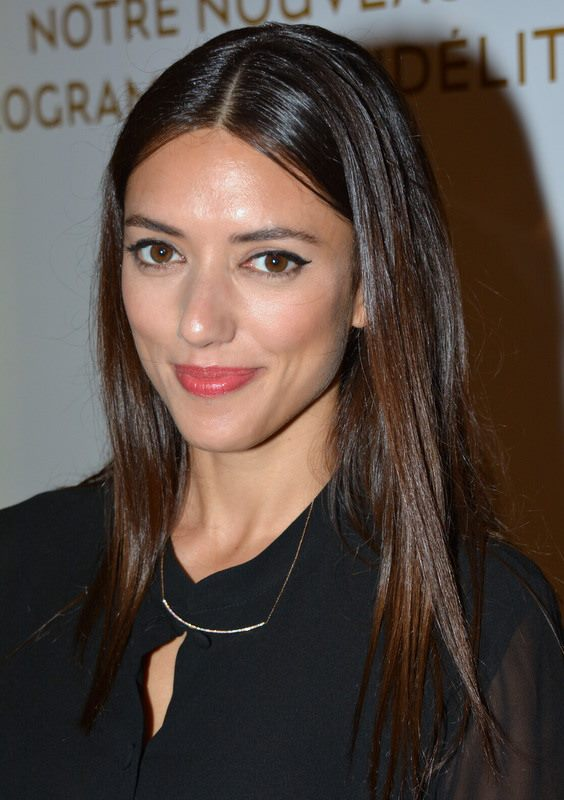
Vanessa Guide (2017)

Vanessa Guide (* 21. März 1989 in Besançon, Franche-Comté) ist eine französische Schauspielerin.

## Leben
Guide wurde am 21. März 1989 in Besançon als Tochter eines Friseurehepaares geboren. Sie hat eine Schwester und einen Bruder. Neben Französisch spricht sie Englisch und Italienisch. Sie ist die Enkeltochter eines Kinobesitzers. Sie erwarb ihr Abitur am Internat Lycée Pasteur und begann anschließend ein Studium der darstellenden Künste am Conservatory Regional Influence De Grand Besançon Métropole. Von 2012 bis 2015 befand sie sich in einer Beziehung zu José Reis Fontao, dem Sänger der Indie-Rock-Gruppe Stuck in the Sound.
Seit 2008 ist Guide als Fernseh- und Filmschauspielerin tätig. Bereits in ihrem Debütjahr wirkte sie in 22 Episoden der Fernsehserie Pas de secrets entre nous in der Rolle der Anaïs mit. In den nächsten Jahren konnte sie sich als Schauspielerin in Frankreich etablieren. Von 2012 bis 2015 spielte sie in 17 Episoden der Fernsehserie No Limit in der Rolle der Marie Dulac mit. 2013 hatte sie eine Nebenrolle als Krankenschwester im Film Beziehungsweise New York inne. 2014 spielte sie im Film Super-Hypochonder die Nebenrolle der Manon. 2015 war sie im Film Mama gegen Papa – Wer hier verliert, gewinnt in der Rolle der Marion zu sehen. 
2015 spielte sie in Aladin – Tausendundeiner lacht!, einer komödiantischen Verfilmung des Märchens Aladin und die Wunderlampe (ANE 346), wo sie die Rolle der Prinzessin Shallia (Badr al-Budur) verkörperte. 2018 verkörperte sie die Rolle erneut in der Fortsetzung Aladin – Wunderlampe vs. Armleuchter.
2018 wirkte sie im Musikvideo zum Lied Paradise der Interpreten Lefa und Lomepal. Wiederkehrende Serienrollen hatte sie von 2020 bis 2022 in 3615 Monique als Chantal und 2021 in Stalk als Eva Lang inne.

## Filmografie (Auswahl)
- 2008: Tutto o niente (Kurzfilm)
- 2008: Destinée (Kurzfilm)
- 2008: Répercussions (Fernsehfilm)
- 2008: Pas de secrets entre nous (Fernsehserie, 22 Episoden)
- 2009: Machotaildrop
- 2009: Presque célèbre (Fernsehfilm)
- 2010: Le miroir (Kurzfilm)
- 2010: Les châtaigniers du désert (Miniserie, 2 Episoden)
- 2011: Ein Musketier für alle Fälle (Les aventures de Philibert, capitaine puceau)
- 2011: La chanson du dimanche (Fernsehserie, Episode 1x07)
- 2012: La bifle (Kurzfilm)
- 2012: Die Vollpfosten (Les seigneurs)
- 2012–2015: No Limit (Fernsehserie, 17 Episoden)
- 2013: Le débarquement (Fernsehserie, Episode 1x01)
- 2013: Beziehungsweise New York (Casse-tête chinois)
- 2013: Pendant ce temps (Miniserie)
- 2013: Wie in alten Zeiten (The Love Punch)
- 2013: L'air(e) de rien (Kurzfilm)
- 2014: Norman fait des vidéos (Fernsehserie, 1 Episode)
- 2014: Super-Hypochonder (Supercondriaque)
- 2014: Libre et assoupi
- 2014: La loi de... (Fernsehserie, Episode 1x01)
- 2014: Enfin te voilà! (Fernsehserie, 1 Episode)
- 2014: Studio Bagel (Miniserie, 1 Episode)
- 2014: Boomerang (Kurzfilm)
- 2015: Mama gegen Papa – Wer hier verliert, gewinnt (Papa ou Maman)
- 2015: Aladin – Tausendundeiner lacht! (Les Nouvelles Aventures d'Aladin)
- 2015: Tout pour être heureux
- 2015: Ictus érotique (Kurzfilm)
- 2016: Joséphine s'arrondit
- 2016: Going to Brazil
- 2017: Le manoir
- 2017: Holly Weed (Fernsehserie, Episode 1x07)
- 2018: Let the Girls Play (Comme des garçons)
- 2018: Bonhomme
- 2018: The Flip Side
- 2018: Aladin – Wunderlampe vs. Armleuchter (Alad'2)
- 2019: Le partage de la Cigogne (Kurzfilm)
- 2019: Pitch (Fernsehserie, Episode 1x06)
- 2019: Talk (Kurzfilm)
- 2020: 30 letzte Tage (30 jours max)
- 2020: Guida romantica a posti perduti
- 2020: Derby Girl (Fernsehserie, Episode 1x06)
- 2020: Connectés
- 2020–2022: 3615 Monique (Miniserie, 13 Episoden)
- 2021: Music Hole
- 2021: Edgar (Kurzfilm)
- 2021: Stalk (Fernsehserie, 10 Episoden)
- 2021: Profession comédien (Miniserie, 1 Episode)
- 2022: Gefährliche Liebschaften (Les liaisons dangereuses)
- 2022: Le mystère Daval (Fernsehfilm)
- 2023: L'incroyable embouteillage (Miniserie, 2 Episoden)
- 2023: 3 jours max

## Theater (Auswahl)
- 2009–2010: Le Grand Bain, Regie: Stéphane Boutet
- 2011: Le Carton, Regie: Arthur Jugnot und David Roussel
- 2011: Rita on l'aime ou on la quitte, Regie: Samuel Forst